# 达伦·加德纳
达伦·加德纳（英語：Darren Gardiner，1969年11月19日—），澳大利亚男子举重运动员。他曾代表澳大利亚参加2000年、2004年、2008年和2012年夏季残疾人奥林匹克运动会举重比赛，获得二枚银牌。